# ایست واترفورد (پنسیلوانیا)
ایست واترفورد (به انگلیسی: East Waterford) یک منطقهٔ مسکونی در ایالات متحده آمریکا است که در شهرستان جونیاتا، پنسیلوانیا واقع شده‌است. ایست واترفورد ۰٫۶ کیلومتر مربع مساحت و ۱۹۶ نفر جمعیت دارد و ۱۹۱٫۱۱ متر بالاتر از سطح دریا واقع شده‌است.